# Technorama (Messe)
Die Technorama ist der Name für jährlich an drei verschiedenen Veranstaltungsorten in Deutschland stattfinde Messe für Old- und Youngtimer. Einen Randbereich der Messen stellt der Teile-, Werkzeug- und Zubehörhandel dar.

## Geschichte und Konzept
Die Messe fand im Jahr 1979 erstmals in Ulm statt. Dieser Markt für Oldtimer und Ersatzteile befand sich in der Donauhalle und zwei weiteren Hallen. Bei der ersten Messe wurden die 50 Aussteller von rund 3.000 Menschen besucht. Die Hallen waren mit Fahrzeug- und Ersatzteilbestand und mit Hilfe des Historischen Löschzuges der Ulmer Feuerwehr ausgestattet worden.
In Kassel trafen sich im Jahr 1985 zum ersten Mal Oldtimerinteressierte. In den Jahren von 1994 bis 2004 fand die Technorama ebenfalls in Hannover statt. Im Jahre 2005 zog die Technorama von Hannover auf das Flugplatzgelände in Hildesheim.

## Messeorte
Die einzelnen Veranstaltungsorte haben eigene Spezialgebiete und finden zu unterschiedlichen Zeiten statt. In Kassel findet die Messe grundsätzlich im März statt, in Ulm im Mai und in Hildesheim im September. Veranstalter ist Jens Güttinger.

### Ulm
Die Hallen in Ulm bieten eine Fläche von rund 20.000 m². Das Freigelände stellt eine gleich große Fläche dar. Insgesamt besuchen etwa 850 Aussteller, Händler und Vereine die Messe. Die Messe verzeichnet etwa 25.000 Besucher. Bei der Messe in Ulm findet gleichzeitig ein Schleppertreffen statt.

### Kassel
Die Technorama in Kassel findet seit 1985 statt und bietet eine Gesamtausstellungsfläche von 30.000 m² an. Hierbei haben elf Hallen einen Anteil von 16.000 m², der restliche Bereich ist Freigelände. Die 400 Aussteller werden von rund 15.000 Besuchern aufgesucht. Als Besonderheit der Messe in Kassel gilt ein Motorrad-Spezial.

### Hildesheim
Die Technorama in Hildesheim ist die kleinste der drei Messen und findet seit 2005 statt. Auf dem Flugplatz Hildesheim wird auf insgesamt 37.500 m² ausgestellt, eine Halle davon nimmt 2.500 m² ein. Bei der Hildesheimer Technorama nehmen rund 200 Rennfahrer und 300 Aussteller teil. Besucht werden diese von etwa 10.000 Menschen. Als Besonderheit von Hildesheim gelten die Oldtimerrennen.